# Brachychiton velutinosum
Brachychiton velutinosum är en malvaväxtart som beskrevs av A.J.G.H. Kostermans. Brachychiton velutinosum ingår i släktet Brachychiton och familjen malvaväxter. Inga underarter finns listade i Catalogue of Life.